# اکرانوپلان کلاس لون

ام‌دی-۱۶۰، تنها اکرانوپلان کلاس لون تکمیل شده

اکرانوپلان کلاس لون (انگلیسی: Lun-class ekranoplan؛ که پروژه ۹۰۳ نیز نامیده می‌شود) تنها شناور اثر سطح‌ای است که به صورت عملیاتی به عنوان یک کشتی جنگی بکار گرفته شده‌است. این اکرانوپلان توسط روستیسلاو الکسیف در سال ۱۹۷۵ طراحی شد و توسط نیروی دریایی شوروی و بعداً روسیه از سال ۱۹۸۷ تا اواخر دهه ۱۹۹۰ مورد استفاده قرار گرفت.
این اکرانوپلان با استفاده از نیروی بالابر ایجاد شده توسط اثر زمینی که روی بالهای آن عمل می‌کرد در فاصله حدود چهار متر (۱۳ فوت) بالای سطح آب حرکت می‌کرد. اکرانوپلان‌ها اگرچه ممکن است شبیه هواپیماهای سنتی به نظر برسند، اما اکرانوپلان‌هایی مانند لون به عنوان هواپیما، هواپیمای دریایی، هواناو یا قایق باله‌دار طبقه‌بندی نمی‌شوند. در عوض، وسایل نقلیه‌ای مانند اکرانوپلان کلاس لون به دلیل استفاده از اثر زمینی که در آن وسیله درست بالای سطح آب می‌لغزد، توسط سازمان بین‌المللی دریانوردی به عنوان کشتی‌های دریایی طبقه‌بندی می‌شوند.
اثر زمینی هنگام پرواز در ارتفاع تنها چند متری از اقیانوس یا زمین رخ می‌دهد. پسار به دلیل نزدیکی زمین به شدت کاهش می‌یابد و از تشکیل گردبادهای نوک بال جلوگیری می‌کند و در نتیجه کارایی بال افزایش می‌یابد. این اثر در ارتفاع بالا رخ نمی‌دهد.
نام لون از کلمه روسی به معنی سُنقُر گرفته شده‌است.

## طراحی و توسعه
اکرانوپلان کلاس لون بر اساس اکرانوپلان آزمایشی کا-‎ام (ملقب به هیولای دریای خزر) توسعه یافته‌است.

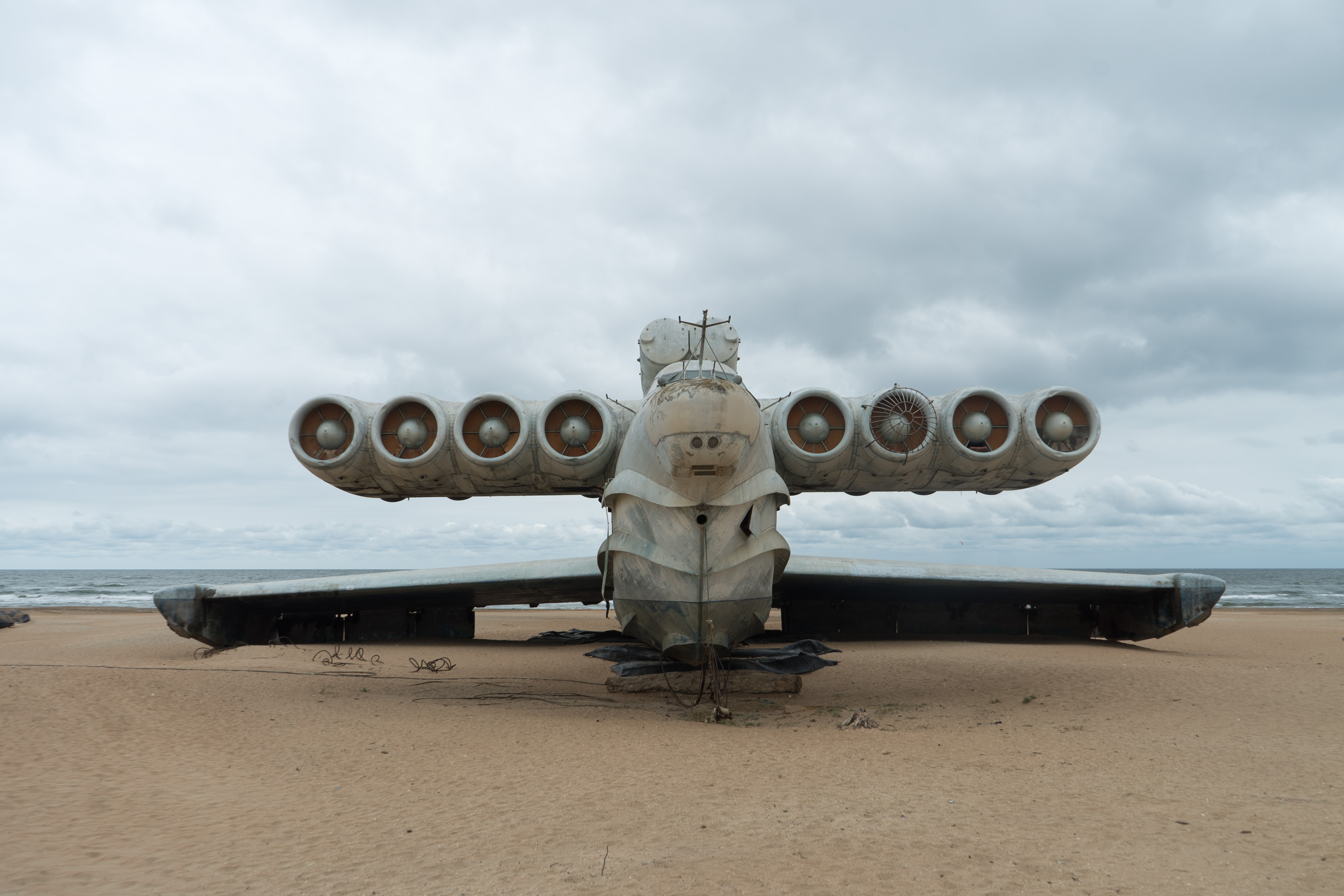
هشت موتور توربوفن کوزنتسو ان‌کی-۸۷

اکرانوپلان لون، مجهز به هشت موتور توربوفن کوزنتسو ان‌کی-۸۷ که بر روی کاناردهای جلو نصب شده بودند بود که هر کدام معادل ۱۲۷٫۴ کیلونیوتن (۲۸٬۶۰۰ پوند-نیرو) نیرو تولید می‌کردند. لون، دارای حداکثر سرعت کروز ۵۵۰ کیلومتر بر ساعت (۳۴۰ مایل بر ساعت) بود.
این اکرانوپلان که برای جنگ ضد سطحی مجهز شده بود، موشک هدایت شونده پی-۲۷۰ موسکیت را حمل می‌کرد. شش پرتاب کننده موشک به صورت جفت بر روی سطح پشتی بدنه آن و سیستم‌های ردیابی پیشرفته در دماغه و دم آن نصب شده بود.
ام‌دی-۱۶۰، تنها مدلی از این کلاس که تاکنون به‌طور کامل ساخته شده‌است، در سال ۱۹۸۷ وارد خدمت ناوتیپ خزر نیروی دریایی شوروی شده و سرانجام در اواخر دهه ۱۹۹۰ بازنشسته شد و تا سال ۲۰۲۰ در یک پایگاه دریایی در کاسپیسک واقع در دریای خزر بدون استفاده قرار داشت.

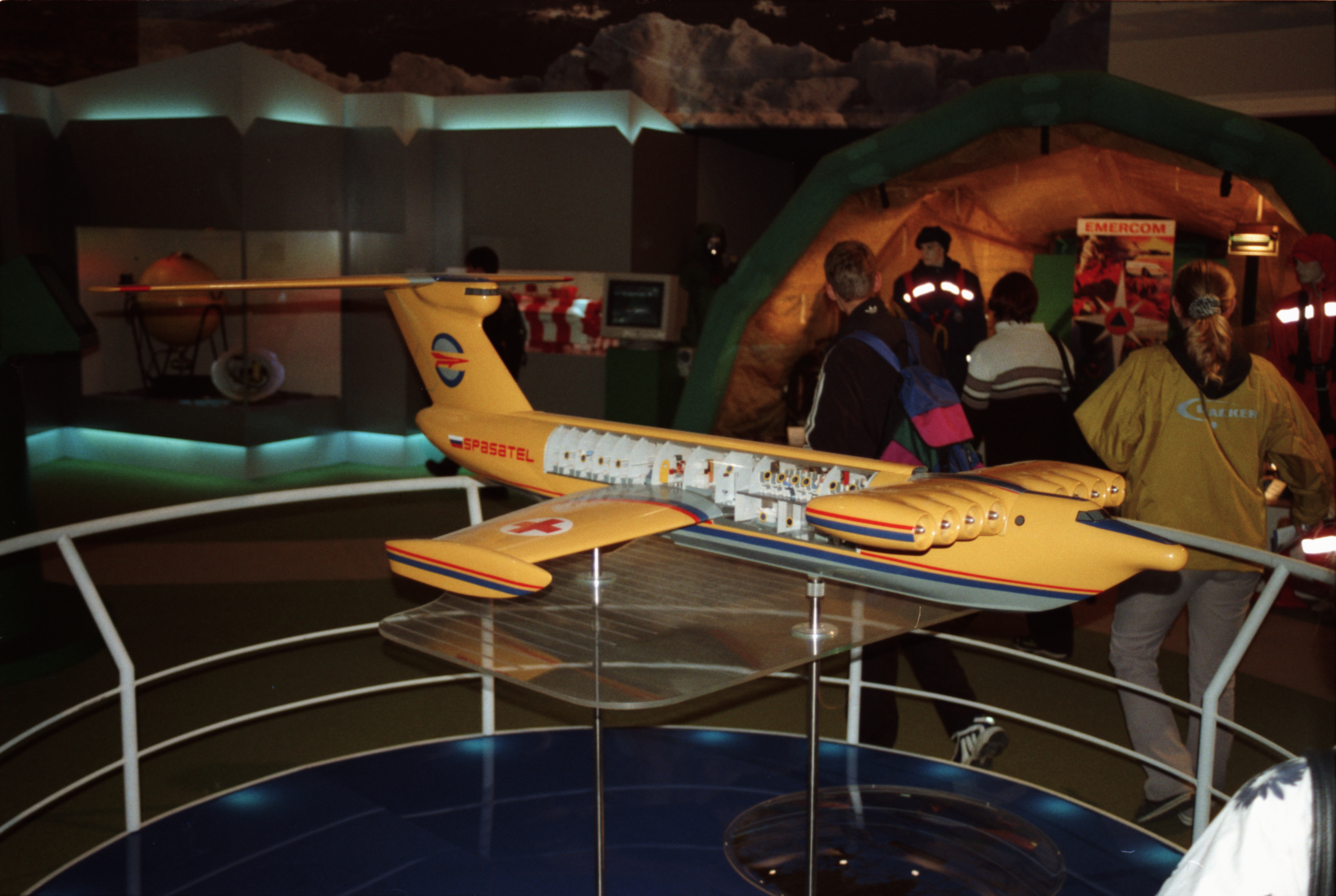
مدلی از اسپاساتل در نمایشگاه اکسپو ۲۰۰۰

دومین اکرانوپلان کلاس لون به‌طور نیمه تمام در اواخر دهه ۱۹۸۰ ساخته شد. در حین ساخت این اکرانوپلان، آن را به عنوان یک بیمارستان سیار برای استقرار سریع در هر اقیانوس یا مکان ساحلی بازطراحی کردند و آن را اسپاساتل ("نجاتگر") نامگذاری کردند. پس از فروپاشی اتحاد جماهیر شوروی در سال ۱۹۹۱ و لغو بودجه نظامی، ساخت کشتی دوم متوقف شد. در حال حاضر اسپاساتل ناتمام در مجاورت رودخانه ولگا در یک مجتمع صنعتی قدیمی در شهر نیژنی نووگورود روسیه نگهداری می‌شود.
طراحی لون چندین اشکال داشت. از جمله اشکالات این بود که اگرچه اثر زمینی آن را قادر می‌ساخت در ارتفاع پایین پرواز کند، اما به دلیل گستردگی بال کوچک برای استفاده از این اثر می‌بایست در ارتفاعات پایین و در حدود ۱/۵ تا ۳ متری سطح آب پرواز می‌کرد؛ بنابراین وقتی دریاها حتی کمی مواج بودند، لون قادر به پرواز نبود. مورد دیگر این بود که لون فقط برای استفاده از اصل اثر زمینی طراحی شده بود و بنابراین نمی‌توانست به ارتفاعات بالاتری برای کروز صعود کند. نیاز این اکرانوپلان به دریاهای آرام و عدم امکان پرواز در ارتفاعات بیشتر برای گذر از دریاهای مواج باعث ایجاد محدودیتهای زیادی برای استفاده از آن در نواحی مختلف شده بود.

## عملیات جابجایی در سال ۲۰۲۰
در ۳۱ ژوئیه ۲۰۲۰، تنها نمونه تکمیل شده از این اکرانوپلان از پایگاه دریایی در کاسپیسک به بیرون کشیده شد، هدف از این کار این بود که در نهایت لون در پارک پاتریوت واقع در دربند، داغستان در کنار سایر تجهیزات نظامی شوروی و روسیه به نمایش عمومی گذاشته شود. عملیات یدک‌کشی شامل استفاده از پانتون‌های لاستیکی، سه یدک‌کش و دو کشتی اسکورت بود و تقریباً ۱۰۰ کیلومتر (۶۲ مایل) را پوشش می‌داد. با این حال، در حین یدک‌کشی، اکرانوپلان در ساحل شنی، با کمی فاصله از مقصد مورد نظر گیر کرد.

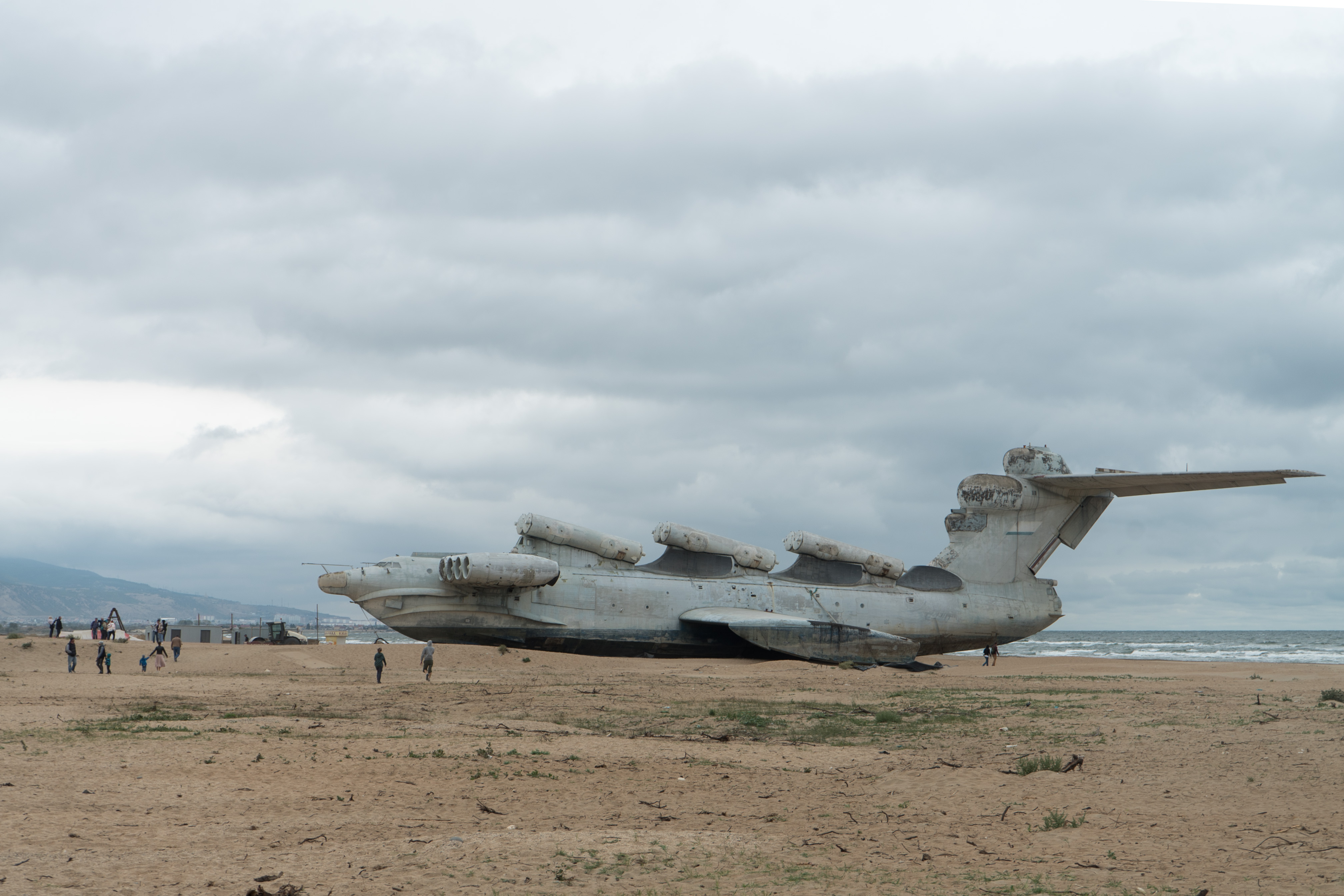
لون، پس از انتفال به سواحل دربند

تیم مدیریت عملیات یدک‌کشی که قادر به آزادسازی این وسیله عظیم‌الجثه نبود آن را در همان مکان و در پهنه موج‌خیز مستقر کرد و همزمان شروع به طرح نقشه‌های جدیدی برای ادامه حرکت به سمت پارک پاتریوت کرد. در این میان، این وسیله غیرمعمول توجه رسانه‌ها، تماشاگران و کاوشگران شهری را حتی قبل از ساخته شدن پارک به خود جلب کرد. یک گزارش منتشر شده در اوت ۲۰۲۰ بیان کرد که بدنه، در معرض امواج در پهنه موج‌خیز، آب می‌گیرد. انتقال لون به زمین خشک دورتر از آنجا این احتمال را که بدنه بر اثر افزایش امواج در حین طوفان آسیب بیشتری ببیند را از بین می‌برد.
در دسامبر ۲۰۲۰ یک عملیات بازیابی موفقیت‌آمیز منجر به بیرون کشیدن اکرانوپلان از آب شد. بر اساس تصاویر ماهواره‌ای، لون در ۳۰ دسامبر ۲۰۲۱ به‌طور کامل به ساحل کشیده شد.

## کاربران سابق
اتحاد جماهیر شوروی
- نیروی دریایی شوروی

## مشخصات فنی
مشخصات کلی
- خدمه: ۱۵ (۶ افسر، ۹ سرباز)
- ظرفیت: ۱۳۷ تن
- طول: ۷۳/۸ متر
- گستردگی بال: ۴۴ متر
- ارتفاع: ۱۹/۲ متر
- مساحت بال: ۵۵۰ مترمربع
- وزن خالی: ۲۸۶٬۰۰۰ کیلوگرم

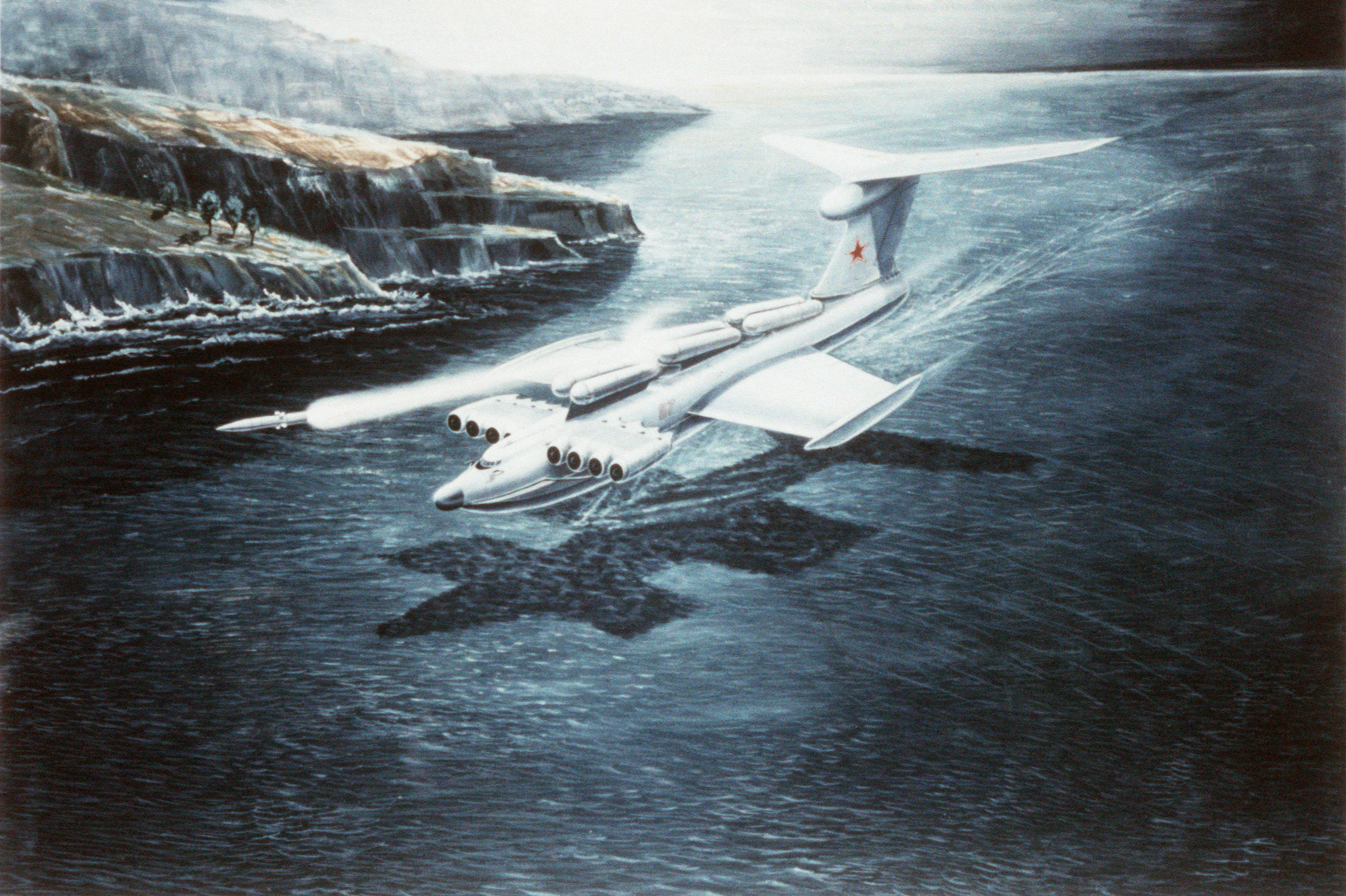
تصویر مفهومی از یک اکرانوپلان کلاس لون در حال پرواز

- بیشینه وزن برخاست: ۳۸۰٬۰۰۰ کیلوگرم
- موتور: هشت موتور توربوفن کوزنتسو ان‌کی-۸۷، هر کدام با رانش ۱۲۷/۴ کیلونیوتن

عملکرد
- حداکثر سرعت: ۵۵۰ کیلومتر بر ساعت
- سرعت کروز: ۴۵۰ کیلومتر بر ساعت
- برد: ۲٬۰۰۰ کیلومتر
- سقف ارتفاع پروازی: ۵ متر

تسلیحات
- اسلحه‌ها: دو توپ پی‌آی-۲۳ (۲۳ میلی‌متری) در دم و دو عدد دیگر در زیر لوله تسلیحات جلویی
- موشک‌ها: شش پرتاب کننده موشک پی-۲۷۰ موسکیت